# Agrostis parviflora
Agrostis parviflora é uma espécie de gramínea do gênero Agrostis, pertencente à família Poaceae.